# Harry Brook
Harry Cherrington Brook (* 22. Februar 1999 in Keighley, Vereinigtes Königreich) ist ein englischer Cricketspieler, der seit 2022 für die englische Nationalmannschaft spielt.

## Kindheit und Ausbildung
Brook war Kapitän der englischen Vertretung bei der ICC U19-Cricket-Weltmeisterschaft 2018. Dort schied er mit der Mannschaft im Viertelfinale gegen Australien aus und wurde im abschließenden Platzierungsspiel auf Grund einer Teaminternen Disziplinarstrafe nicht aufgestellt.

## Aktive Karriere
Brooks gab sein First-Class-Debüt für Yorkshire im Juni 2016. Nach guten Leistungen im Twenty20 Cup 2020 und 2021 wurden die Selektoren auf ihn Aufmerksam. Im Januar 2022 gab er sein Twenty20-Debüt in der Nationalmannschaft in den West Indies. Im September gab er auch sein Test-Debüt gegen Südafrika. Daraufhin reiste er mit dem Team nach Pakistan für eine Twenty20-Serie und ihm gelang dabei ein Fifty über 81* Runs, wofür er als Spieler des Spiels und später auch der Serie ausgezeichnet wurde. So wurde er für den ICC Men’s T20 World Cup 2022 nominiert, wo er seine beste Leistung mit 20 Runs im Finale und konnte so zum Gewinn der Weltmeisterschaft beitragen. Nach dem Turnier reiste er für die Test-Serie nach Pakistan. Dabei konnte er im ersten Spiel zunächst ein Century über 153 Runs aus 116 Bällen erreichen, bevor ihm im zweiten innings noch ein Fifty über 87 Runs gelang. Im zweiten Spiel konnte er dann ein weiteres Century über 108 Runs aus 149 Bällen erreichen und im dritten Test mit 111 Runs aus 150 Bällen ein weiteres. In beiden Spielen und für die Serie wurde er jeweils ausgezeichnet. Bei der Auktion für die Indian Premier League 2023 wurde er von den Sunrisers Hyderabad für 13,25 INR Cr (GBP 1,3 Millionen) erworben. Im Januar 2023 gab er sein Debüt im ODI-Format bei der Tour in Südafrika und konnte dort im zweiten Spiel ein Fifty über 80 Runs erreichen.
Im März folgte eine Test-Serie in Neuseeland, bei dem er im ersten Spiel zwei Fifties (89 und 54 Runs) und im zweiten ein Century über 186 Runs aus 176 Bällen erreichte. Abermals wurde er dafür als Spieler der Serie ausgezeichnet. Im Sommer 2023 war das Highlight die Ashes Tour 2023 gegen Australien. Dabei gelangen ihm insgesamt vier Fifties in den fünf Tests (50, 75, 61 und 85 Runs). Daraufhin wurde er zur Überraschung vieler zunächst nicht für den Cricket World Cup 2023 nominiert. Erst nachdem er in der Twenty20-Serie gegen Neuseeland ein Fifty (67 Runs) erreicht hatte, wurde Jason Roy für ihn aus dem Kader gestrichen.